# Jacob Mossel
Jacob Mossel (Enkhuizen, 28 november 1704 – Batavia, 15 mei 1761) was van 1750 tot 1761  gouverneur-generaal voor de Vereenigde Oostindische Compagnie (VOC).

## Biografie
Jacob Mossel werd op 28 november 1704 geboren te Enkhuizen als zoon van Pieter Jacobsz. en Geertruyde Leydecker. Jacob vertrok op 15-jarige leeftijd als lichtmatroos op het fluitschip de Haringthuyn naar Indië. Omdat zijn familie een wapen had, kreeg hij een voorkeurspositie en werd hij door Dirk van Cloon aangenomen als "matroos aan de pen" aan de kust van Coromandel (1721). Op 30 maart 1730 trouwde hij met Adriana Appels, de 14-jarige stiefdochter van gouverneur Adriaan van Pla. Jacob Mossel werkte zich uiteindelijk op tot gouverneur en directeur van de Coromandelkust (1738). In 1740 werd hij  extra-ordinaris lid (lid zonder stemrecht) van de raad van Indië en in 1742 werd hij in Batavia lid van de Raad van Indië. In 1745 werd hij de eerste directeur van de Amfioensociëteit, een organisatie in eigendom van een aantal VOC-ambtenaren die het alleenrecht kreeg op de handel in opium in het klein. In 1747 werd hij benoemd tot directeur-generaal (tweede bewindvoerder van Indië) en in 1750 volgde hij Van Imhoff na diens dood op als gouverneur-generaal van de VOC. Deze functie vervulde hij tot het jaar van overlijden (1761).
Mossel bestuurde Indië in een periode dat het steeds slechter ging met de VOC. Hij voerde bezuinigingen door en staakte de strijd in Bantam door te erkennen dat zijn voorganger verkeerd had gehandeld. De VOC boette aan macht in door expansie van de Engelse Oost-Indische Compagnie. In de strijd om Bengalen verloor Mossel het van de Engelsen. Mossel was er een voorstander van om privé-ondernemers op eigen initiatief ook te laten handelen in het Indisch gebied. Het ging dan in het bijzonder om de kleine handel waarop de compagnie geen winst kon maken. Als gevolg daarvan onderging Batavia opnieuw een periode van bloei, die door belastingmaatregelen van zijn opvolgers weer teniet werd gedaan. De VOC had last van corruptie en zelfverrijking door haar ambtenaren. Ook Mossel heeft daaraan meegedaan. Zijn grote vermogen (3,2 miljoen gulden bij zijn overlijden) heeft hij in ieder geval niet uit zijn officiële inkomen kunnen vergaren. Naast zijn aandeel in de Amfioensociëteit nam hij deel in negen suikermolens en een arakbranderij. De maatregelen die hij nam om de corruptie tegen te gaan waren niet erg effectief. Om overdreven pracht en praal uit te bannen vaardigde hij in 1754 het zogenaamde "Reglement ter beteugeling van Pracht en Praal" uit, waarin exact stond voorgeschreven welke uiterlijke rijkdom VOC-ambtenaren mochten vertonen. Dat varieerde van het aantal knoopsgaten tot aan de grootte van het huis. Het reglement gold echter niet voor hemzelf. Toen zijn dochter trouwde, ging dat gepaard met een exuberant feest. Nadat hij in 1761 aan een slopende ziekte was overleden, werd hij met veel uiterlijk vertoon begraven.

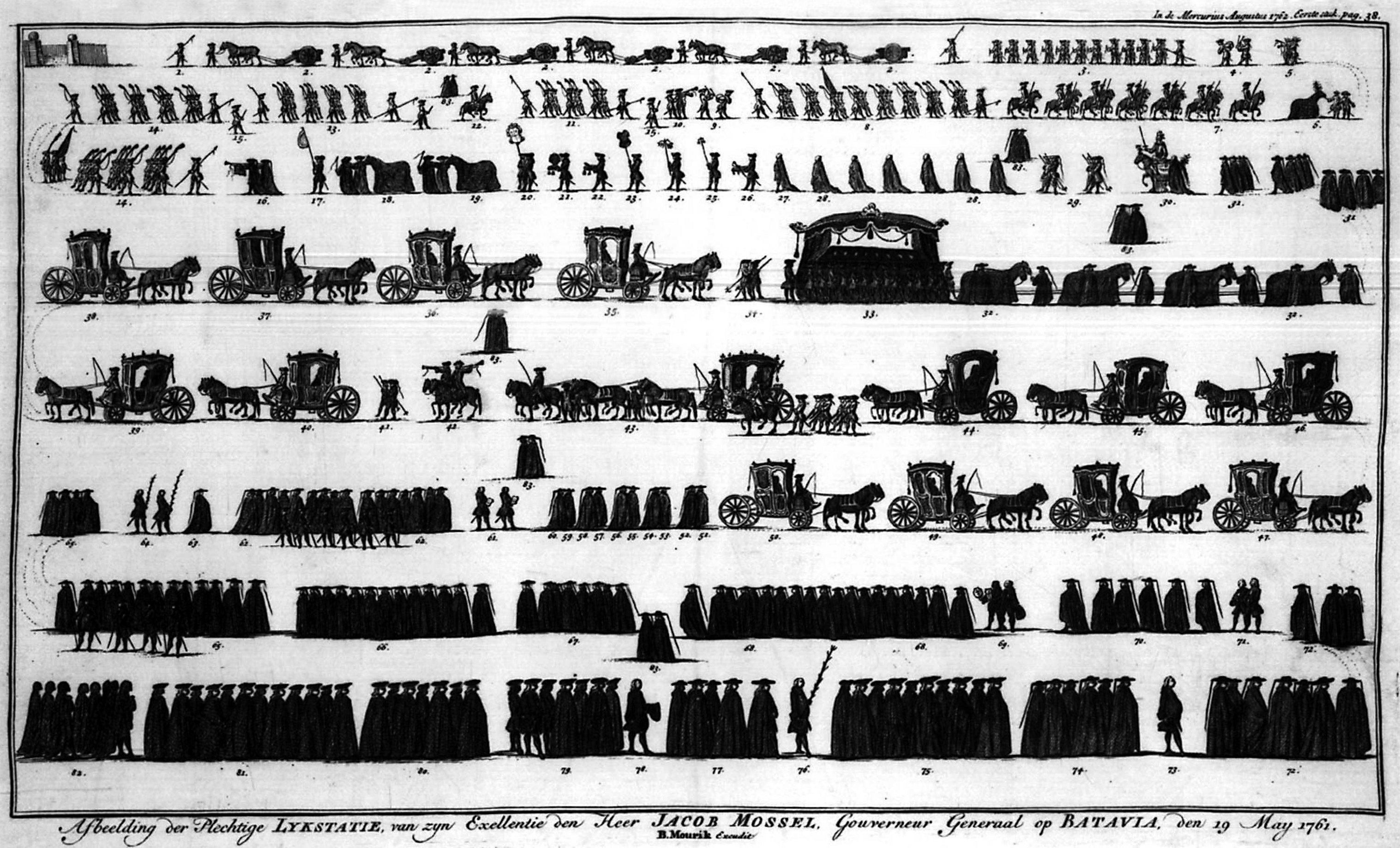
Rouwstoet voor gouverneur-generaal Jacob Mossel (1761)

Gouverneur-generaal van de VOC

Both · 
Gerard Reynst · 
Reael · 
Coen · 
Carpentier · 
Coen · 
Specx · 
Brouwer · 
Van Diemen · 
Van der Lijn · 
Carel Reyniersz · 
Maetsuycker · 
Rijcklof van Goens · 
Speelman · 
Camphuys · 
Van Outhoorn · 
Van Hoorn · 
Van Riebeeck · 
Van Swol · 
Zwaardecroon · 
De Haan · 
Durven · 
Van Cloon · 
Patras · 
Valckenier · 
Thedens · 
Van Imhoff · 
Mossel · 
Van der Parra · 
Van Riemsdijk · 
De Klerk · 
Alting

 

Gouverneur-generaal van staatswege

Van Overstraten · 
Siberg · 
Wiese · 
Daendels · 
(Britse interventie: Raffles en Fendall) · 
Van der Capellen · 
De Kock · 
Du Bus de Gisignies · 
Van den Bosch · 
Baud · 
De Eerens · 
Van Hogendorp · 
Merkus · 
Jan Reijnst · 
Rochussen · 
Duymaer van Twist · 
Pahud · 
Prins · 
Sloet van de Beele · 
Prins · 
Mijer · 
Loudon · 
Van Lansberge · 
s'Jacob · 
Van Rees · 
Pijnacker Hordijk · 
Van der Wijck · 
Rooseboom · 
Van Heutsz · 
Idenburg · 
Van Limburg Stirum · 
Fock · 
De Graeff · 
De Jonge · 
Tjarda van Starkenborgh Stachouwer
- Biografisch Portaal: 59363605
- International Standard Name Identifier: 0000 0003 9572 1603
- Library of Congress Control Number: no2012020577
- Nederlandse Thesaurus van Auteursnamen: 240075927
- Virtual International Authority File: 290511604